# Тодор Цурински
Тодор Коцев Цурински е български инженер, професор по хидростроителство, главен инженер на строежа на язовир „Искър“, декан на Строителния факултет в УАСГ от 1964 до 1966 (тогава ВИСИ) и от 1974 до 1979 (тогава ВИАС).

## Биография
Тодор Цурински е роден през 1918 г. в с. Чупрене, област Видин (тогава Видински окръг). През 1937 г. завършва строителен техникум в София. Същата година заминава за гр. Бърно (Чехословакия), където записва строително инженерство. През 1939 г. чешките висши заведения са закрити и българските студенти, сред които е и Тодор Цурински, са екстернирани. След 2 години той отново се завръща и продължава образованието си в Братиславската политехника, където завършва с отличен успех през 1944 г.
Тодор Цурински се включва в строителството. След една година постъпва в строителството на яз. „Тополоница“ като технически ръководител на изграждането на отбивния тунел, пътните връзки, пътните съоръжения, горния отбивен яз и др. След 2 години е главен инженер на строителството на хидровъзел „Тополница“. От 1949 до 1954 г. е главен инженер на строителството на яз. „Искър“ – най-големият по това време хидротехнически възел в страната, изпълняван от съветско-българското строително дружество „Совболстрой“. Участва при изграждането на язовирната стена „Искър“, тунелите и електроцентралите „Пасарел“ и „Кокаляне“.
През 1954 – 1955 г. инж Цурински за кратко време е началник отдел „Организация и сметно дело“ в „Енергопроект“. Той е един от първите хидростроители, който подсказва поставянето на хидротехническото строителство в България на планова основа. Инж. Цурински взима участие и в изграждането на Баташкия водносилов път като началник на 1-ви строителен район през 1955 – 1956 г., включващ обектите яз. „В.Коларов“, яз. „Беглика“, яз. „Тошков чарк“ и тунелната деривация до местността „Картела“.
През 1956 г. той постъпва като асистент в катедра „Организация на строителството“. През 1958 г. е  доцент, а през 1963 г. – професор. От 1968 г. е ръководител на същата катедра във ВИАС (днес УАСГ). Проф. Цурински оказва помощ в развитието на науката в областта на технологията и организацията на строителството. До навършването му на 60-годишна възраст са отпечатани повече от 60 негови научни труда, книги и статии, на 5 различни езика, които той владее.
От 1962 до 1964 г. е зам.-декан, а през 1965 – 1966 г. е декан на Строителния факултет, ВИАС. От 1974 г. до 1979 г. отново е декан на същия факултет.
Професор Т. Цурински е основател и пръв директор на НИИОМС. Създаването и укрепването на НИИОМС е една от най-ярките изяви на деловите и организаторските качества на проф. Цурински, изразена във възпитанието на солидна школа от научни работници и специалисти в организацията, механизацията и икономиката на строителството.
Голям е делът на проф. Цурински в създаването на талантливи технически кадри, в организационното укрепване дейността на научно-техническите съюзи, в дейността на българския и международния Комитет по механизация на земните работи в строителството и за ефективното внедряване на родните и световните постижения в нашата проектантска и строителна практика.
Професор Цурински е носител на орден „Червено знаме на труда“, „Народен орден на труда“ – златен медал „50 години водно дело“, юбилеен медал „25 години СИВ“, два пъти златна значка „Кольо Фичето“, значка „За принос в техническия прогрес“, значка „Първенец на VI петилетка“ – грамота и много други отличия.